# Zhuāngzǐ
(Shǐjì (史記, Documenti storici), LXIII)
Zhuāngzǐ (莊子T, 庄子S, ZhuāngzǐP, Chuang-tzuW; in lingua giapponese Sōshi; in lingua coreana 장자, in McCune-Reischauer: Changja, nella R.R.: Jangja; in lingua vietnamita Trang tử; 369 a.C. circa – 286 a.C. circa) è stato un filosofo e mistico cinese.
Successivamente considerato tra i fondatori del Daoismo e, per costumanza dell'antica Cina, per metonimia si indica con il suo nome anche qualsiasi testo recante per iscritto il pensiero e dottrina a lui attribuiti.

## Biografia
I brevi cenni storici a nostra disposizione su Zhuāngzǐ derivano dal sessantatreesimo capitolo dello Shǐjì (史記, Documenti storici) opera dello storico Sīmǎ Qiān (司馬遷, 145-90 a.C.). Il suo nome era Zhuāng Zhōu (莊周), il termine collegato alla seconda parte del suo nome, zǐ (子), significa "maestro". Quindi il nome con cui è conosciuto: Zhuāngzǐ, maestro Zhuāng. Secondo Mǎ Xùlún (馬敘倫, 1884-1970) Zhuāngzí nacque nel 369 a.C. e morì nel 286 a.C., ma Guān Fēng (関锋)  sostiene che:
Così lo Shǐjì:
(Sīmǎ Qiān (司馬遷). Shǐjì (史記, Documenti storici), LXIII)
Zhuāngzǐ visse dunque durante il "Periodo dei regni combattenti", corrispondente alle "Cento scuole di pensiero" cinesi, e fu originario della città di Méng (蒙, forse si riferisce all'attuale Shāngqiū, 商邱, nello Henan) allora situata nello Stato di Sòng (宋國), si trasferì quindi a Qīyuán (漆園) dove ricoprì una carica statale, oppure fu un funzionario di una manifattura della lacca sempre della città di Méng .
Sīmǎ Qiān nella sua opera aggiunse che Zhuāngzǐ fu un maestro dalle vastissime conoscenze e un dotto letterato con doti non comuni, critico della scuola confuciana e di quella fondata da Mòzǐ (墨子, 470-390 a.C.) non fu apprezzato dai suoi contemporanei, si negò qualsiasi carriera mondana e visse nell'oscurità seguendo solo la sua mente-cuore.

## Opera

Il carattere cinese dào con il suo ordine di scrittura. Il carattere 道 significa "via", ma anche "percorso". A partire dalla Dinastia Zhou orientale (770-256 a.C.) ha iniziato a significare la "via corretta" o la "via naturale". Ma anche "mostrare la via" quindi "insegnare", "metodo da seguire" e infine "dottrina". Nei Lúnyǔ (論語) di Confucio si dice che uno Stato "ha il 道 se è ben governato" o anche che il "re dedica sé stesso al 道". Da notare che il carattere 道 si compone di 首 (qiú "testa" quindi "principale") + una variante del carattere 止 (zhǐ nel significato arcaico di "piede") combinata con 行 (xíng, "percorrere"): quindi "incedere sul percorso principale".

Il testo daoista Zhuāngzǐ (莊子) prende il nome dal suo autore. Dal 742 d.C., quando l'imperatore daoista Xuánzōng (玄宗, conosciuto anche come Lǐ Lóngjī, 李隆基, regno: 712-56, appartenente alla Dinastia Tang) attribuì titoli onorifici ai maggiori testi daoisti, è conosciuto anche come Nán huā zhēn jīng (南華真經, Il Vero Classico della Fioritura Culturale del Sud) con allusione alla tradizione secondo cui Zhuāngzǐ fosse originario del Sud della Cina.
L'opera è composta da trentatré capitoli: i primi sette capitoli sono detti 內篇 (nèipiān, "capitoli interni"), i successivi quindici capitoli sono detti 外篇 (wàipiān, "capitoli esterni") mentre gli undici ultimi capitoli sono denominati come 杂篇 (zápiān, "capitoli misti").
La provenienza di questi capitoli non sembra essere unica e la loro allocazione in un unico testo è generalmente attribuita a una delle guide del movimento neodaoista Guō Xiàng (郭象, ?-312 d.C.).
L'analisi critica del testo ritiene generalmente  che i primi testi siano più 'brillanti' ed esaurienti le dottrine riportate nell'opera, risultando inoltre i più antichi anche se, in quest'ultimo caso, non vi sono prove al riguardo. I restanti capitoli, anche se contengono dei brani altrettanto brillanti, risultano più 'verbosi' e, a volte, sembrano piuttosto essere dei 'commentari' dei capitoli nèipiān. Altri ancora, come il trentatreesimo, sono certamente opera di uno o più autori non antecedenti al periodo in cui visse Guō Xiàng.

## Insegnamenti
Per trasmettere i suoi concetti, Zhuāngzǐ, utilizzava spesso degli aneddoti simili a storielle, affinché il messaggio fosse recepito meglio dall'ascoltatore. Zhuāngzǐ pensava infatti che se avesse parlato direttamente delle sue intenzioni, gli studenti non le avrebbero mai accettate perché generalmente nessuno vuole sentirsi dare dei consigli su come vivere la propria vita.
In generale, la filosofia di Zhuangzi è basata sul concetto della limitatezza della vita in confronto all'infinitezza della conoscenza. Usare il limitato per raggiungere l'illimitato, egli affermava, era impossibile. Il nostro linguaggio, cognizione, percezione, sono una prospettiva personale delle cose, per questo bisogna esitare prima di definire qualche conclusione come universalmente vera e valida. Il pensiero di Zhuangzi può essere considerato anche precursore del prospettivismo. Il suo pluralismo lo ha portato anche a dubitare delle basi degli argomenti pragmatici sino a mettere in discussione i presupposti che la vita sia positiva e la morte negativa. Un altro esempio è quello dell'inesistenza di uno standard universale di bellezza.
La filosofia di Zhuangzi fu molto influente nel Buddhismo cinese, specialmente Chán, che assimilò in particolare i suoi precetti sulla limitatezza del linguaggio umano e sull'importanza della spontaneità.

### Quello che piace ai pesci
Questo ideale del soggettivismo e della relatività è trattato anche nell'episodio chiamato Quello che piace ai pesci (魚之樂, yúzhīlè):

### Sull'equivalenza di tutte le cose
Alcuni degli insegnamenti più celebri del Daoismo contenuti nello Zhuangzi si trovano in questo capitolo. All'origine dei mali dell'uomo risiederebbe il fatto che ciascuno scelga una posizione e rifiuti di vedere il contrario, essendo invece la realtà solo un'alternanza di contrari.

### Il sogno di Zhuangzi
Un altro racconto molto significativo si trova nel capitolo Sull'Organizzazione delle Cose. Questa sezione, comunemente chiamata Zhuangzi sognò di essere una farfalla (莊周夢蝶 Zhuang Zhou meng die), racconta che una notte, Zhuangzi sognò di essere una farfalla che volava leggera e spensierata. Dopo essersi svegliato era confuso, si domandò come potesse determinare se era veramente Zhuangzi quando aveva appena finito di sognare di essere una farfalla o una farfalla che aveva appena iniziato a sognare di essere Zhuangzi. Ciò suggerisce molte domande sulla filosofia della mente, del linguaggio e sulla gnoseologia. Zhuangzi, mentre sognava, per la proprietà della condensazione, si vedeva farfalla, ma allo stesso tempo era anche essere umano. L'episodio ci fa pensare che esiste una dimensione dove gli opposti sembrano non esserci, dove i contorni non sono nitidi e un'altra dove bisogna dare i nomi alle cose affinché non ci si senta perduti. Il primo piano è quello del sogno e il secondo è quello della veglia. Il fatto che esista un piano di non distinzione, riesce a risolvere problemi come quello della paura della morte.

### La morte della moglie di Zhuangzi
Un amico vuole andare a visitare Zhuangzi e porgergli il cordoglio per la morte di sua moglie. Quando arriva dentro la casa di Zhuangzi, lo trova sul pavimento intento a suonare un tamburo e cantare. L'amico, fervente confuciano, rimane scandalizzato perché non rispetta il rito del lutto e chiede a Zhuangzi perché si stia comportando così. Risponde che anche lui aveva avuto un periodo di lutto in cui era stato distrutto dal pianto, ma poi aveva compreso una cosa: c'era stato un periodo in cui la moglie non era nata ed era sotto forma di Qi (soffio vitale in circolo nell'universo), poi ha preso forma, ha vissuto la sua vita come moglie di Zhuangzi, è morta ed è ridiventata qi.
Zhuangzi quindi ha smesso di piangere, ha capito che non è una perdita definitiva, non perché abbia fatto un ragionamento logico o razionale, ma perché non ha sublimato le sue emozioni, è arrivato al culmine dell'angoscia ed esso ha generato il suo contrario: la calma, l'accettazione.

### L'intagliatore Qing
Un sovrano aveva commissionato all'intagliatore Qing un piano in legno per campane entro quindici giorni. I primi giorni Qing sembra essersi dimenticato del tutto del compito, si dedica ad altre cose, digiuna, non si preoccupa del tempo che passa. Durante una passeggiata però ecco l'illuminazione: alla vista di un albero particolare Qing esclama di aver trovato il legno esatto e, tornato nel suo studio, conclude il suo compito in poco tempo. Il sovrano rimane esterrefatto dalla bellezza del supporto.
Questa storia esemplifica due concetti: wang (oblio) e shen (spirito). Qing è riuscito nel suo lavoro perché la sua mente ha dimenticato il lavoro stesso. L'oblio permette di imparare, perché se uno pensa troppo alle regole o al risultato finale, non riesce nel suo intento. Le regole comunque non si dimenticano, sono in un "serbatoio" a cui possiamo sempre attingere, uno spirito che si risveglia nel momento propizio. Esso è lo shen che è un inconscio collettivo che memorizza tutto anche se non ce ne accorgiamo. Un esempio pratico è quello del musicista: quando improvvisa non pensa a che scala sta suonando, a come si fa un certo accordo, ma esegue e basta attingendo dal bagaglio di conoscenze che aveva formato all'inizio della sua carriera.

## Citazioni letterarie
Le cinque regole del combattimento scritte da Zhuāngzǐ vengono citate nella celebre raccolta di testi di Paulo Coelho, Manuale del guerriero della luce. 1. La fede: prima di affrontare una battaglia è necessario credere nel motivo della lotta. 2. Il compagno: scegli i tuoi alleati e impara a lottare in compagnia, perché nessuno vince una guerra da solo. 3. Il tempo: un buon guerriero presta attenzione al momento giusto per entrare in battaglia. 4. Lo spazio: pensa a ciò che esiste intorno a te e al modo migliore di muoverti. 5. La strategia: il miglior guerriero è colui che pianifica il proprio combattimento (Milano, Editore Assaggi Bompiani, 1997, pag.107).

## Traduzioni
Lo Zhuangzi è considerato portatore di una raffinata poetica, e in esso viene fatto sfoggio del linguaggio cinese in molte delle sue sfaccettature e in differenti modi. Questo ne fa un'opera estremamente difficile da tradurre. Vi sono molte traduzioni in inglese di tutti i trentatré capitoli dell'opera, e alcune traduzioni parziali dei soli primi sette capitoli (considerati di grande importanza dai sinologi per il loro contenuto filosofico e speculativo, e perché parrebbero costituire il nucleo originale dell'opera): tra di esse quelle che hanno avuto maggiore risonanza in ambito accademico e divulgativo sono state quella pionieristica di James Legge, quella dallo stile altamente poetico di Burton Watson, e la traduzione filologicamente autorevole a opera di A.C. Graham.

### Traduzioni in italiano
Vi sono poche traduzioni dirette del Zhuangzi dal cinese all'italiano, a fianco di molti lavori basati sull'opera di traduttori stranieri.
Traduzioni dirette (dal cinese all'italiano):
- Chuang-Tzu a cura di Fausto Tomassini. Introduzione di Lionello Lanciotti, in Testi Taoisti, Torino, UTET, 1977 (poi TEA, 1989).
- Il vero Libro di Nan-hua (Zhuangzi), traduzione e cura di Leonardo Vittorio Arena, Milano, Mondadori, 1998 (poi Rizzoli, 2009).
- Chuang-tzu : (Zhuang-zi) traduzione e cura di Augusto Shantena Sabbadini, Milano, Urra, 2012. ISBN 978-88-503-3172-7.

Traduzioni indirette (traduzioni italiane che si basano non sull'originale cinese ma su traduzioni in altre lingue):
- Zhuang-zi : (Chuang-tzu) traduzione di Carlo Laurenti e Christine Leverd, a cura di Liou Kia-hway, Milano, Adelphi, 1982. ISBN 88-459-0950-6.

Esiste la traduzione di una versione a fumetti, fedele allo spirito del testo: 
- Zhuangzi. La musica della natura, di Tsai Chih Chung, Viterbo, Stampa Alternativa, 2016. ISBN 978-88-6222-552-6 (in originale Zhuangzi speaks. The music of nature, Princeton (Usa): Princeton University Press, 1992).

Una curiosa versione in dialetto romanesco ricerca attraverso la lingua punti di contatto tra la sua filosofia e lo stoicismo romano:
- Er Ciuanghezzù (ner paese der Gnente), di Paolo Morelli, Roma, Nottetempo, 2004. ISBN 88-7452-042-5.

### Traduzioni in inglese
- Balfour, Frederic Henry. (1881). The Divin Classic of Nan-Hua; Being the Works of Chuang Tsze, Taoist Philosopher.
- Tsai Chih Chung. (1992). Zhuangzi Speaks: The Music of Nature (traduzione di B. Bruya) Princeton: Princeton University Press. ISBN 0-691-00882-5.
- Feng, Gia-Fu, Jane. (1974). Chuang Tsu: Inner Chapters. New York: Vintage Books. ISBN 0-394-71990-5.
- Fung, Yu-lan. (1933). Chuang-tzǔ: a new selected translation with an exposition of the philosophy of Kuo Hsiang. ISBN 7-119-00104-3.
- Giles, Herbert Allen. (1926). Chuang Tzǔ: Mystic, Moralist, and Social Reformer. ISBN 0-404-56915-3.
- Graham, A. C.. (1981). Chuang-tzǔ: The Seven Inner Chapters and other writings from the book Chuang-tzǔ. ISBN 0-04-299010-6. Chuang-tzǔ: The Inner Chapters. ISBN 0-87220-581-9.
- Hinton, David. (1997). Chuang Tzu: the Inner Chapters. ISBN 1-887178-34-1.
- Legge, James. (1891). The Sacred Books of China: The Texts of Taoism, Part I. ISBN 978-1-4179-3034-0.
- Mair, Victor H.. (1994). Wandering on the Way: Early Taoist Tales and Parables of Chuang Tzu. ISBN 0-553-37406-0.
- Merton, Thomas. (1969). The Way of Chuang Tzu..
- Palmer, Martin et al.. (1996). The Book of Chuang Tzu. ISBN 0-14-019488-6.
- Wang Rongpei. (1999). Zhuangzi (Library of Chinese Classics: Chinese-English edition). ISBN 7-5438-2087-0.
- Ware, James R.. (1963). The Sayings of Chuang Chou.
- Watson, Burton. (1964). Chuang Tzu: Basic Writings. ISBN 0-231-08606-7; ISBN 0-231-10595-9.
- Watson, Burton. (1968). The Complete Works of Chuang Tzu. ISBN 0-231-03147-5.
- Waltham, Clae. (1971) Chuang Tzu: Genius of the Absurd, the Complete Writings of Chuang Tzu the Taoist.